# 張嘉元
張嘉元（2003年1月8日—），出生於中國遼寧省營口市，中國大陸歌手、演员、舞者及吉他手，所属經紀公司為哇唧娛樂，是中國指彈大師陳亮的學生。曾為銀河系樂團指彈吉他手及國際男子唱演組合INTO1的成員。
2021年2月17日參加騰訊視頻偶像男團競演養成類真人秀節目《創造營2021》，於4月24日最終排名獲得第8名，成為限定男團「INTO1」成員。

## 經歷
2020年7月11日，參加騰訊視頻、哇唧唧哇推出的2020年男子樂團選拔養成節目《明日之子樂團季》。與主唱武星、大提琴手任胤蓬、打擊樂手徐洋、低音提琴手付思超組建銀河系樂團。
2021年2月17日，參加騰訊視頻偶像男團競演養成類真人秀節目《創造營2021》。4月24日，最終排名獲得第8名，成為國際化男子唱演組合INTO1成員。

### 《創造營2021》
- 進入出道組排名為粗體字。

| 期数   | 排名   | 票數 （撐腰值）  | 評級          | 備註              |
| 第二期 | 第3名  | 未有公佈撐腰值   | C → B → C → A |                   |
| 第三期 | 第7名  | 未有公佈撐腰值   | C → B → C → A |                   |
| 第四期 | 第7名  | 未有公佈撐腰值   | C → B → C → A |                   |
| 第五期 | 第7名  | 12,624,851撐腰值 | C → B → C → A |                   |
| 第六期 | 第10名 | 未有公佈撐腰值   | C → B → C → A |                   |
| 第七期 | 第10名 | 9,477,805撐腰值  | C → B → C → A |                   |
| 第八期 | 第11名 | 未有公佈撐腰值   | C → B → C → A |                   |
| 第九期 | 第11名 | 3,816,761撐腰值  | C → B → C → A |                   |
| 第十期 | 第8名  | 13,612,487撐腰值 | C → B → C → A | 成為INTO1男團成員 |

## 音樂作品

### 合作單曲
| 發行日期     | 歌曲名稱       | 歌曲資料                                                                     | 備註                                             |
| 2021年6月6日 | 《燃燒吧青春》 | - 作詞：龍紹潔 - 作曲：龍紹潔 - 原唱：龍紹潔 - 編曲：陳禹驍 - 製作人：朱金泰 | 與林墨、伯遠 熱血軍旅紀錄片 《新兵請入列》主題曲 |

### 《創造營2021》表演曲目
| 發行日期      | 歌曲資料 | 備註                  |
| 2021年2月17日 | 《How You Like That》 - 歌曲說明：初評級舞台（組合） - 原唱者：BLACKPINK - 合作演唱者：任胤蓬、付思超 | 第一期（上）          |
| 2021年2月17日 | 《不想長大》 - 歌曲說明：初評級舞台（組合） - 原唱者：S.H.E - 備註：加試舞蹈 | 第一期（上）          |
| 2021年3月6日  | 《Lover Boy 88》 - 歌曲說明：小組競演歌曲 - 原唱者：Higher Brothers、Phum Viphurit - 合作演唱者：林墨、井汲大翔、張星特、陳俊潔、張騰 - 備註：小組對決獲勝，除了本組撐腰王井汲大翔進入A班其餘學員進入B班。 | 第三期(下)            |
| 2021年3月13日 | 《我們一起闖》 - 歌曲說明：節目官方主題曲(中文版) - 原唱者：原創歌曲 - 合作演唱者：全體學員 | 第四期 （主題曲考核） |
| 2021年3月13日 | 《Chuang To-Gather Go！》 - 歌曲說明：節目官方主題曲(英語版) - 原唱者：原創歌曲 - 合作演唱者：全體學員 | 第四期 （主題曲考核） |
| 2021年3月13日 | 《這是我夢裡到過的地方》 - 歌曲說明：二創競演歌曲 - 原唱者：創造營2021主題曲改編 - 合作演唱者：付思超、劉彰、張騰、上原一翔、林墨、黃鯤                                                                    | 第四期 （主題曲考核） |
| 2021年3月28日 | 《Therefore I am》 - 歌曲說明：位置測評歌曲 - 原唱者：Billie Eilish - 合作演唱者：井汲大翔、利路修、謝興陽、張騰 - 備註：獲得本組撐腰王                                                                    | 第六期(下)            |
| 2021年4月12日 | 《璧》 - 歌曲說明：原創歌曲主題公演 - 原唱者：原創歌曲 - 合作演唱者：周柯宇、力丸、奧斯卡、劉彰、尹浩宇 - 助演嘉賓：劉些寧（硬糖少女303）                                                                  | 第八期                |
| 2021年4月24日 | 《be mine》 - 歌曲說明：最終出道舞台 - 原唱者：原創歌曲 - 合作演唱者：米卡、慶憐、林墨、利路修、吳宇恆、薛八一、付思超                                                                                     | 第十期                |
| 2021年4月24日 | 《宇宙海》 - 歌曲說明：個人能力展示（聲樂A組） - 原唱者：張嘉元 | 第十期                |

## 影視作品

### 綜藝節目
| 年份 | 播出日期          | 頻道     | 節目名稱                       | 主題                                     | 備註                                      |
| 2020 | 7月11日 -9月12日  | 騰訊視頻 | 《明日之子SUPER BAND》         | 《熱血高校樂團季》                       | 止步於半決賽 第四名                       |
| 2021 | 2月17日 －4月24日 | 騰訊視頻 | 《創造營2021》                 | 國際男團選秀                             | 參賽者 （最終排名第8名成為INTO1成團出道） |
| 2021 | 2月25日 (第一期)  | 騰訊視頻 | 《營人進入異次元會變成笨蛋嗎》 | 狼人殺上線，全員化身古風少年拼腦力       | 《創造營2021》衍生節目                    |
| 2021 | 3月18日 (第四期)  | 騰訊視頻 | 《營人進入異次元會變成笨蛋嗎》 | 營人開睡衣party，集體暴風進食逃離夢境    | 《創造營2021》衍生節目                    |
| 2021 | 4月15日 (第八期)  | 騰訊視頻 | 《營人進入異次元會變成笨蛋嗎》 | 午夜劇院高能反轉，全員體驗恐怖屋嚇到打鳴 | 《創造營2021》衍生節目                    |
| 2021 | 4月29日 (第十期)  | 騰訊視頻 | 《營人進入異次元會變成笨蛋嗎》 | 收官之戰！夏日浪花節齊跳水上主题曲       | 《創造營2021》衍生節目                    |
| 2022 | 2月19日 -5月7日   | 騰訊視頻 | 《一往無前的藍》               |                                          |                                           |

廣告代言推廣
| 年份   | 品牌   | 身分             | 備註                        |
| 2021年 | 潘婷   | 深水泡彈髮膜推廣 |                             |
| 2021年 | 浪琴表 | 優雅創造官       | 全員共同代言 康卡斯潛水系列 |

## 出席活動

### 品牌活動
| 年份   | 日期    | 品牌           | 地點       | 身分                 | 備註                   |
| 2021年 | 6月11日 | Biotherm碧歐泉 | 鄭州大衛城 | 凍齡「小藍瓶」星推官 | 線上直播、線下活動直播 |

### 直播活動
| 年份   | 日期    | 直播平台 | 活動名稱         | 備註                         |
| 2021年 | 5月31日 | 快手     | 嗨嗨星朋友       | 與高卿塵、周柯宇一同參加     |
| 2021年 | 6月17日 | 京東     | 京奇探秘夜大揭密 | 與劉彰、郭文韜、沈凌一同參加 |

## 雜誌寫真
| 年份 | 期數   | 雜誌名稱   | 發行方式 | 備註                  |
| 2021 | 五月刊 | 費加羅男士 | 實體刊   | 團體封面+11人個人單封 |
| 2022 | 春季刊 | WAVES漫潮  | 實體刊   | 單人封面+海報+明信片  |

## 外部連結
- 張嘉元的新浪微博
- 張嘉元的Instagram帳戶